# Le Quesnoy Communal Cemetery
Le Quesnoy Communal Cemetery is een Britse militaire begraafplaats met gesneuvelden uit de Eerste Wereldoorlog, gelegen in de Franse stad Le Quesnoy (Noorderdepartement). De begraafplaats ligt binnen de grenzen van de gemeentelijke begraafplaats op 1 km ten noordwesten van het stadscentrum . De militaire graven zijn verdeeld in twee perken en enkele geïsoleerde graven tussen de burgerlijke. Ze worden onderhouden door de Commonwealth War Graves Commission. Aangrenzend ligt een uitbreiding met Commonwealth graven die bij de CWGC geregistreerd staan onder Le Quesnoy Communal Cemetery Extension. 
Er worden 66 slachtoffers herdacht.

## Geschiedenis
Le Quesnoy was bijna de hele oorlog in Duitse handen maar werd op 4 november 1918 zonder noemenswaardige strijd ingenomen door de New Zealand Division. De begraafplaats werd door de Duitse troepen aangelegd en uitgebreid om hun doden te begraven maar na de oorlog werden deze overgebracht naar Frasnoy German Cemetery (Deutscher Soldatenfriedhof Frasnoy). 
Er liggen hier 61 Britten, 2 Australiërs, 2 Duitsers en 1 Rus. Alle Commonwealth doden, behalve twee, werden door de Duitsers begraven.

## Onderscheidingen
- Allan Torrance Doig, luitenant bij de Australian Infantry werd onderscheiden met het Military Cross (MC).
- de korporaals James Stewart, J. Davies en N. Reilly ontvingen de Military Medal (MM).